# Ana Birjukova
Ana Birjukova (rusko Анна Бирюкова), ruska atletinja, * 27. september 1967, Jekaterinburg, Sovjetska zveza.
Nastopila je na poletnih olimpijskih igrah leta 1996, kjer je zasedla dvanajsto mesto v troskoku. Na svetovnih prvenstvih je osvojila naslov prve prvakinje v tej disciplini leta 1993 in bronasto medaljo leta 1995, na evropskih prvenstvih naslov prve prvakinje v tej disciplini leta  1994, na evropskih dvoranskih prvenstvih pa srebrno medaljo leta 1994. 21. avgusta 1993 je postavila svetovni rekord v troskoku s 15,09 metra, ki je veljal dve leti, ko je Inesa Kravec postavila aktualni svetovni rekord.